# Émile François Dessain
Émile François Dessain, né le 2 juin 1808 à Valenciennes et mort dans cette même ville le 8 novembre 1882, est un peintre français.

## Biographie
Émile François Dessain est le fils de Jean Baptiste Théophile Dessain, tonnelier, et de Joséphine Eléonore Momal. Il a pour grand-père le peintre Jacques-François Momal.
Il épouse en 1844, Joséphine Mengal.
Il est membre agréé de l'Académie de peinture le 2 juillet 1877.
Il meurt à son domicile le 8 novembre 1882.